# Look What I Got!
Look What I Got! è un album in studio della cantante jazz statunitense Betty Carter, pubblicato nel 1988.

## Tracce
1. Look What I Got! – 5:41
2. That Sunday, That Summer – 4:51
3. The Man I Love – 7:28
4. All I Got – 4:40
5. Just Like the Movies (Time) – 4:20
6. Imagination – 4:23
7. Mr. Gentleman (Sequel to "Tight") – 2:40
8. Make It Last – 6:00
9. The Good Life – 6:58